# Polynice

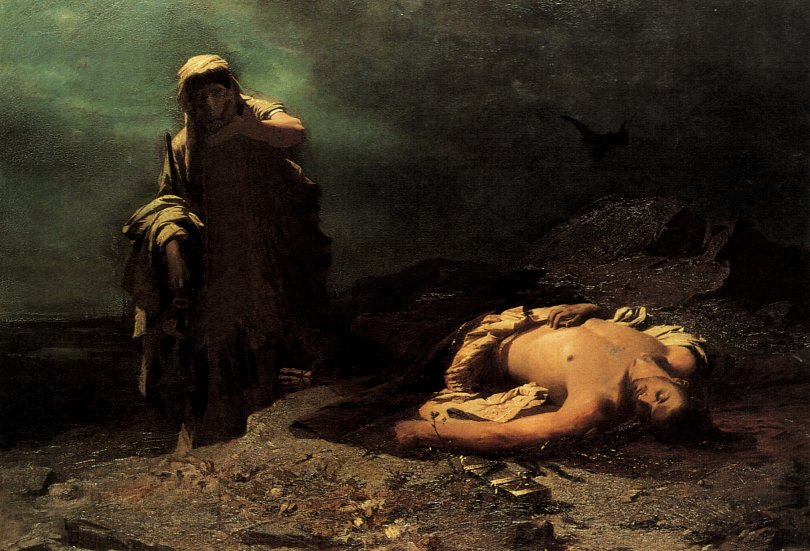
Antigone devant le corps de Polynice, huile sur toile de Nikiforos Lytras, 1865, Pinacothèque nationale d'Athènes.

Dans la mythologie grecque, Polynice (en grec ancien Πολυνείκης / Poluneíkês) est un des fils qu'Œdipe engendre avec sa mère Jocaste, frère d'Étéocle, d'Antigone et d'Ismène. Il est marié à Argie (fille d'Adraste), de qui il a Thersandre, Adraste et Timéas.

## Mythe
Lors de l'exil d'Œdipe à Colone, son frère et lui décident de se partager le trône de Thèbes et de régner chacun une année sur deux. Sous Étéocle, Thèbes est une ville florissante et prospère où il fait bon vivre ; Polynice mène en tyran et part régulièrement en guerre, ce qui ne tarde pas de le rendre indésirable aux yeux du peuple. Une année, lorsque vient le moment de changer de gouvernement, Étéocle refuse de laisser le pouvoir à Polynice, il le chasse de Thèbes. Polynice se rend à Colone pour obtenir la bénédiction de son père. Au lieu de cela, celui-ci le maudit :

« Va, maudit, chassé et renié par ton père, le plus scélérat des hommes, emporte avec toi ces imprécations que je fais contre toi, afin que tu ne t'empares point de ta terre, que tu ne retournes jamais dans le creux Argos, mais que tu tombes sous la main fraternelle et que tu égorges celui par qui tu as été chassé ! »

— (Sophocle, Œdipe à Colone, v. 1385 et suiv.)
Polynice réunit tout de même autour de lui l'armée d'Argos ainsi que de plusieurs héros, l'expédition des sept chefs, et part mettre le siège devant Thèbes. Tous périssent dans la campagne, à l'exception d'Adraste. De nombreux Thébains tombent au cours des affrontements, dont Mégarée, un fils de Créon et prince de Thébes. Polynice et Étéocle, les deux frères ennemis, s'entretuent au cours du combat final, comme Œdipe l'avait annoncé. C'est d'ailleurs en voulant offrir à Polynice de dignes funérailles qu'Antigone sera condamnée à mort. Avec la mort du paria, l'armée argienne n'a plus de raison de combattre et lève le siège.

## Évocations artistiques
On peut remarquer que dans La Thébaïde de Jean Racine, les deux frères s'entretuent mais n'ont pas le temps d'être enterrés avant le suicide d'Antigone.

### Sources antiques
- Pseudo-Apollodore, Bibliothèque [détail des éditions] [lire en ligne] (III, 5, 8-9 ; III, 6, 1 ; III, 7, 2).
- Eschyle, Les Sept contre Thèbes [détail des éditions] [lire en ligne] (passim).
- Hygin, Fables [détail des éditions] [(la) lire en ligne] (LXVII à LXXII ; LXXVI).
- Pausanias, Description de la Grèce [détail des éditions] [lire en ligne] (II, 20, 5).
- Sophocle, Œdipe à Colone [détail des éditions] [lire en ligne] (passim).
- Sophocle, Antigone.